# Осока чорноколоса
{{#ifeq:0|0|{{#if:|{{#if:Carexmelanostachya|[[]}}|}}}}
Осока чорноколоса (Carex melanostachya) — вид трав'янистих рослин з родини осокові (Cyperaceae), поширений у Євразії від Франції до північно-західного Китаю.

## Опис
Багаторічна рослина 15–60 см. Листові пластинки 2–4 мм шириною, неясно-2-складчасті. Жіночі колоски 2–3 см завдовжки, довгасті або довгасто-яйцеподібні. Мішечки яйцеподібні, коричневі або червонувато-коричневі, 4–4.5 мм завдовжки, з втиснутими жилками, двоопуклі, з коротким носиком, зубці якого розходяться в сторони.

## Поширення
Поширений у Євразії від Франції до північно-західного Китаю.
В Україні вид зростає в сирих западинах і болотцях, на околицях солончаків, у заростях степових чагарників, розріджених осинниках, рідше в дібровах — у Степу, зазвичай; в Лісостепу і гірському Криму, зрідка.